# Campeonato Africano de Ginástica Artística de 2024
O Campeonato Africano de Ginástica Artística de 2024 foi a 18ª edição do evento e aconteceu de 3 a 6 de maio em Marraquexe, Marrocos. Foram disputados títulos seniores e juvenis. A competição serviu como qualificação para os Jogos Olímpicos de 2024.

## Medalhistas

### Sênior
| Evento              | Ouro                                                                                        | Prata                                                                                       | Bronze                                                                                            |
| ------------------- | ------------------------------------------------------------------------------------------- | ------------------------------------------------------------------------------------------- | ------------------------------------------------------------------------------------------------- |
| Masculino           |                                                                                             |                                                                                             |                                                                                                   |
| Equipes             | Egito · Abdelrahman Abdelhaleem · Mohamed Afify · Omar Mohamed · Mustafa Walid · Ali Zahran | Marrocos                                                                                    | Camarões · Fidele Bello Mamoudou · David Manguele · Ledoux Ngorbo · Ruben Sodea ·                 |
| Individual geral    | Omar Mohamed                                                                                | Mohamed Afify                                                                               | Luke James                                                                                        |
| Solo                | Luke James                                                                                  | Omar Mohamed                                                                                | Hazma Hossaini                                                                                    |
| Cavalo com alças    | Abdelrahman Abdelhaleem                                                                     | Mohamed Afify                                                                               | Taha Kabouri                                                                                      |
| Argolas             | Ali Zahran                                                                                  | Omar Mohamed                                                                                | Hazma Hossaini                                                                                    |
| Salto               | Luke James                                                                                  | Omar Mohamed                                                                                | Hazma Hossaini                                                                                    |
| Barras paralelas    | Mohamed Afify                                                                               | Omar Mohamed                                                                                | Hazma Hossaini                                                                                    |
| Barra fixa          | Abdelrahman Abdelhaleem                                                                     | Omar Mohamed                                                                                | Luke James                                                                                        |
| Feminino            |                                                                                             |                                                                                             |                                                                                                   |
| Equipes             | Egito · Judy Abdalla · Sirine Abouelhoda · Shams Ali · Sandra Elsadek · Jana Mahmoud        | África do Sul · Caleigh Anders · Naveen Daries · Zelme Daries · Shante Koti · Karma Visagie | Marrocos · Salina Bousmayo · Chorouk Elannabi · Nisrine Hassanaine · Ines Laabourri · Rihab Sobti |
| Individual geral    | Jana Mahmoud                                                                                | Judy Abdalla                                                                                | Salina Bousmayo                                                                                   |
| Salto               | Caleigh Anders                                                                              | Judy Abdalla                                                                                | Sandra Elsadek                                                                                    |
| Barras assimétricas | Judy Abdalla                                                                                | Shams Ali                                                                                   | Zelme Daries                                                                                      |
| Trave               | Salina Bousmayo                                                                             | Naveen Daries                                                                               | Sandra Elsadek                                                                                    |
| Solo                | Jana Mahmoud                                                                                | Judy Abdalla                                                                                | Salina Bousmayo                                                                                   |

### Juvenil
| Evento              | Ouro                                                                               | Prata                                                                                                 | Bronze         |
| ------------------- | ---------------------------------------------------------------------------------- | --- | -------------- |
| Masculino           |                                                                                    | |                |
| Equipes             | Egito · Mazen Aly · Mazen Baraka · Ziad Bekhit · Ahmed Hassan · Yahia Zakaria      | África do Sul · Cody Alexander · Kadin Chester · Keagan Klopper · Zulu Sibusiso ·                     | Marrocos       |
| Individual geral    | Yahia Zakaria                                                                      | Ahmed Hassan                                                                                          | Kadin Chester  |
| Solo                | Kadin Chester                                                                      | Ziad Bekhit                                                                                           | Taha Akermi    |
| Cavalo com alças    | Ahmed Hassan                                                                       | Ziad Bekhit                                                                                           | Kadin Chester  |
| Argolas             | Ziad Bekhit                                                                        | Mazen Baraka                                                                                          | Kadin Chester  |
| Salto               | Sibusiso Zulu                                                                      | Mazen Aly                                                                                             | Yahia Zakaria  |
| Barras paralelas    | Yahia Zakaria                                                                      | Ziad Bekhit                                                                                           | Sibusiso Zulu  |
| Barra fixa          | Mazen Aly                                                                          | Yahia Zakaria                                                                                         | Keegan Klopper |
| Feminino            |                                                                                    | |                |
| Equipes             | Egito · Jana Ahmed · Mayane Elbanna · Goudy Khalifa · Dana Khalil · Youmna Mohamed | África do Sul · Syan du Preez · Lily Hayes · Jessica Rautenbach · Keira Sawry · Karmia van Jaarsveldt | Marrocos       |
| Individual geral    | Dana Khalil                                                                        | Goudy Khalifa                                                                                         | Syan du Preez  |
| Salto               | Dana Khalil                                                                        | Syan du Preez                                                                                         | Lily Hayes     |
| Barras assimétricas | Goudy Khalifa                                                                      | Syan du Preez                                                                                         | Dana Khalil    |
| Trave               | Goudy Khalifa                                                                      | Dana Khalil                                                                                           | Syan du Preez  |
| Solo                | Syan du Preez                                                                      | Dana Khalil                                                                                           | Youmna Mohamed |

## Quadro de medalhas

### Combinado
*   país anfitrião (Marrocos)
| Pos.               | País               | Ouro | Prata | Bronze | Total |
| ------------------ | ------------------ | ---- | ----- | ------ | ----- |
| 1                  | Egito              | 21   | 21    | 5      | 47    |
| 2                  | África do Sul      | 6    | 6     | 11     | 23    |
| 3                  | Marrocos           | 1    | 1     | 10     | 12    |
| 4                  | Camarões           | 0    | 0     | 1      | 1     |
| 4                  | Tunísia            | 0    | 0     | 1      | 1     |
| Total (5 entradas) | Total (5 entradas) | 28   | 28    | 28     | 84    |

### Masculino
*   país anfitrião (Marrocos)
| Pos.               | País               | Ouro | Prata | Bronze | Total |
| ------------------ | ------------------ | ---- | ----- | ------ | ----- |
| 1                  | Egito              | 12   | 14    | 1      | 27    |
| 2                  | África do Sul      | 4    | 1     | 7      | 12    |
| 3                  | Marrocos           | 0    | 1     | 6      | 7     |
| 4                  | Camarões           | 0    | 0     | 1      | 1     |
| 4                  | Tunísia            | 0    | 0     | 1      | 1     |
| Total (5 entradas) | Total (5 entradas) | 16   | 16    | 16     | 48    |

### Feminino
*   país anfitrião (Marrocos)
| Pos.               | País               | Ouro | Prata | Bronze | Total |
| ------------------ | ------------------ | ---- | ----- | ------ | ----- |
| 1                  | Egito              | 9    | 7     | 4      | 20    |
| 2                  | África do Sul      | 2    | 5     | 4      | 11    |
| 3                  | Marrocos           | 1    | 0     | 4      | 5     |
| Total (3 entradas) | Total (3 entradas) | 12   | 12    | 12     | 36    |

## Vagas olímpicas
Os melhores ginastas masculinos e femininos elegíveis conquistaram uma vaga olímpica nos Jogos Olímpicos de 2024. Omar Mohamed e Jana Mahmoud, ambos do Egito, reivindicaram essas vagas.

## Nações participantes
A Argélia não enviou nenhum atleta porque o Ministério da Juventude e Desportos não recebeu aprovação para participar. Isso se deveu ao conflito contínuo entre o clube de futebol RS Berkane, que usava camisetas que exibiam o mapa marroquino junto com as disputadas Províncias Meridionais.
Esta foi a primeira vez que a seleção nacional feminina de ginástica do Chade competiu em um evento internacional.
- Camarões
- Chade
- Egito
- Marrocos
- Namíbia
- África do Sul
- Tunísia
- Ilhas Maurícias